# Dola Dunsmuir
Dola Frances Dunsmuir Cavendish (25 de septiembre de 1903 - 9 de diciembre de 1966), integrante de la alta sociedad canadiense, de quien se rumoreaba que era la compañera durante años de la actriz Tallulah Bankhead. 

## Biografía
Dola Frances Dunsmuir nació el 25 de septiembre de 1903. Era la hija menor de James Dunsmuir, industrial y político de la Columbia Británica, y de Laura Miller Surles. Se crio en el Castillo Hatley.
Durante unas largas vacaciones en Londres, Dunsmuir conoció a Tallulah Bankhead, con quien entabló una amistad duradera.

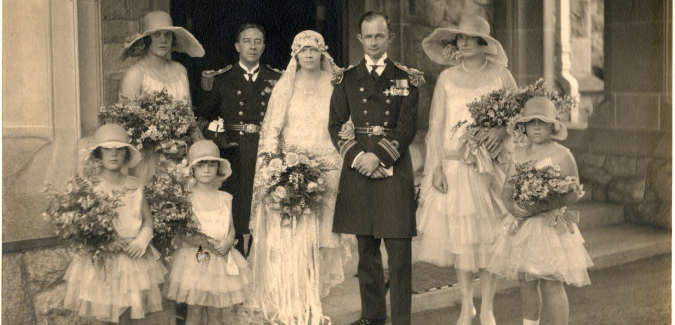
Boda de Dola Dunsmuir

El 11 de agosto de 1928, se casó con el teniente comandante Henry James Francis Cavendish (1893-1956). Se divorciaron en 1934.
Dunsmuir regresó a Victoria, Columbia Británica, al estallar la Segunda Guerra Mundial en 1939. Se hizo construir una casa entre Hatley y Fort Rodd Hill Park, "Dolaura", donde vivía mientras no seguía a Bankhead de gira. Cuando su hermana Kathleen murió víctima de los bombardeos alemanes de Londres en 1941, Dunsmuir se mudó permanentemente a Dolaura para cuidar a las hijas adolescentes más pequeñas de su hermana.
Bankhead continuó visitándola a menudo, y celebraron fiestas notorias hasta 1966, cuando Dola Dunsmuir Cavendish murió de cirrosis hepática.